# Seznam uherských králů

Velký znak Maďarského království

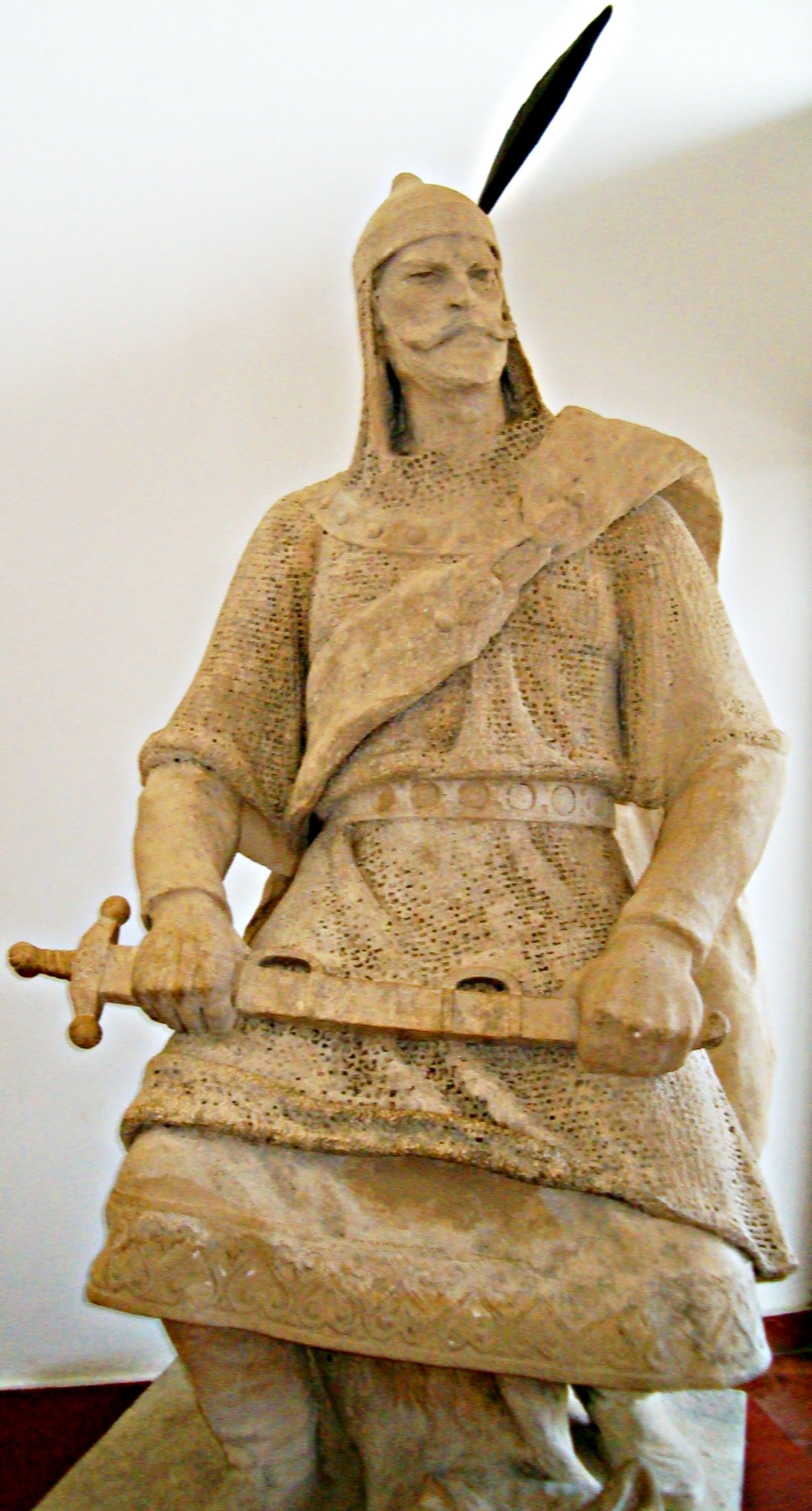
Arpád

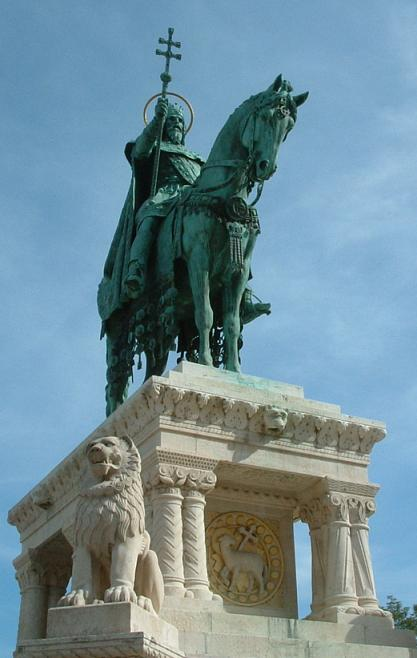
Pomník Svatého Štěpána u Rybářské bašty v Budapešti

Toto je seznam panovníků uherského státu (Uherského a Maďarského království). Uherská knížata a velkoknížata a králové panovali na maďarském území od roku 896, poté, co do Panonské pánve svůj lid přivedl kníže Arpád, zakladatel první uherské královské dynastie. Posledním králem uherským, korunovaným Svatoštěpánskou korunou, byl blahoslavený císař Karel I., jako uherský král Karel IV., jenž panoval pouze v letech 1916–1918.

## PrvníArpádovci
Poznámka: Všichni uherští vládci a data před knížetem Gejzou jsou historicky sporní. Ve skutečnosti existovalo vícero náčelníků jednotlivých kmenů a teprve od Gejzy lze hovořit o uherském státě. 
- Arpád, okolo 890? – po roce 900 (do roku 903 asi společně s náčelníky Kursanem, Kendem a Gyulou (Ďula) – poslední dva jsou však často považovaní jen za tituly, ne jména)
- Sabolč (Szabolcs), po roce 900 – 947? (Arpádův synovec nebo vnuk); nebo vládl Sabolč a potom Zoltán, nebo jen Zoltán
- Fajsz (Fajs, Fales, Falitzi), 947? – okolo 955 (Arpádův vnuk)
- Takšoň (Taksony), okolo 955 – okolo 971 (Arpádův vnuk)
- Gejza, okolo 971–997 (Arpádův pravnuk)
- Štěpán I., Svatý, 997–1038 (první uherský král od 25. 12. 1000 nebo 1. 1. 1001)

## Dynastické boje
- Petr Orseolo, 1038–1041, 1044–1046
- Domoslav (Arpád) 1042, jen v dnešním západním Slovensku
- Samuel Aba 1041–1044

## Arpádovci(1046–1301)

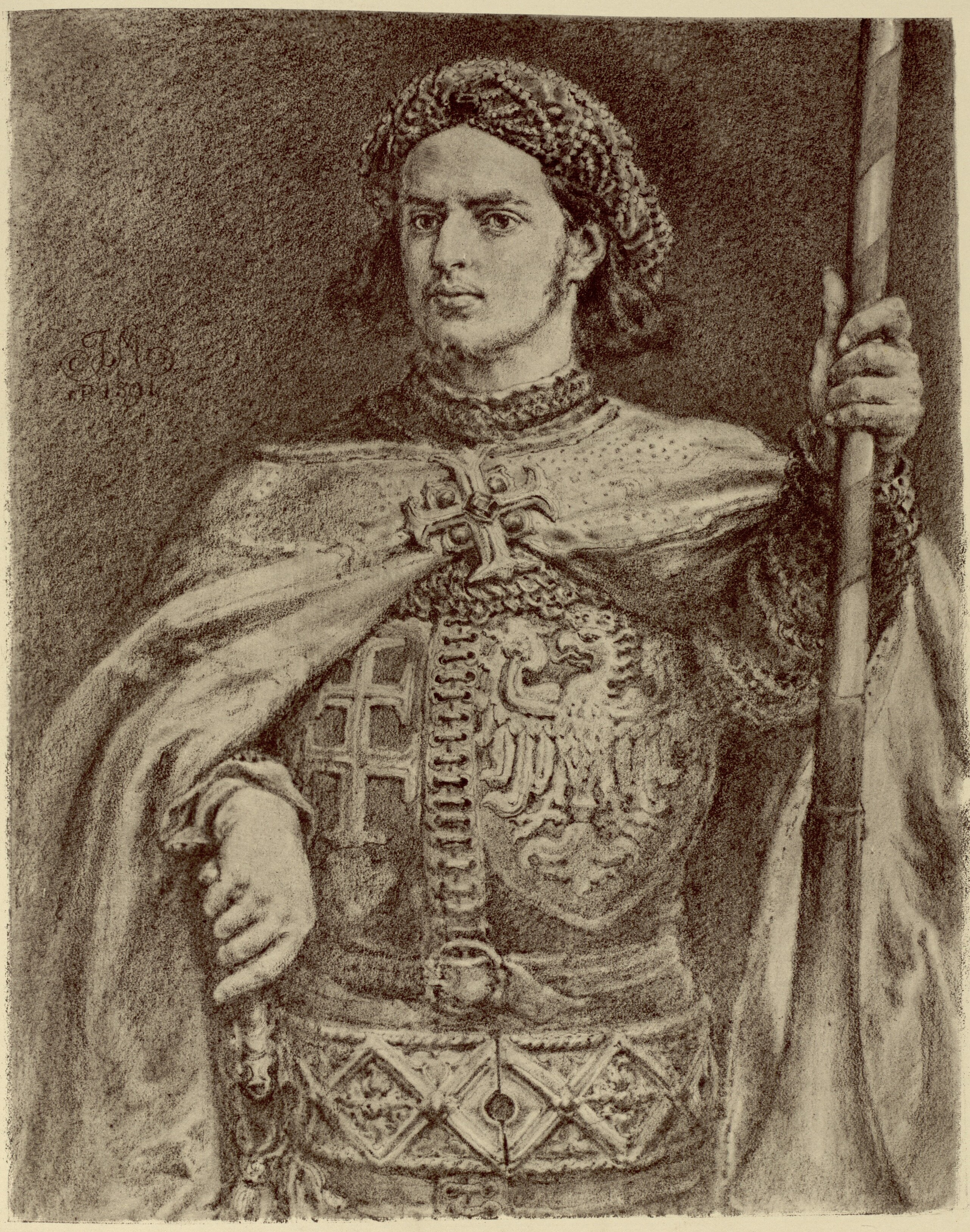
Vladislav III. Varnenčik (I.)

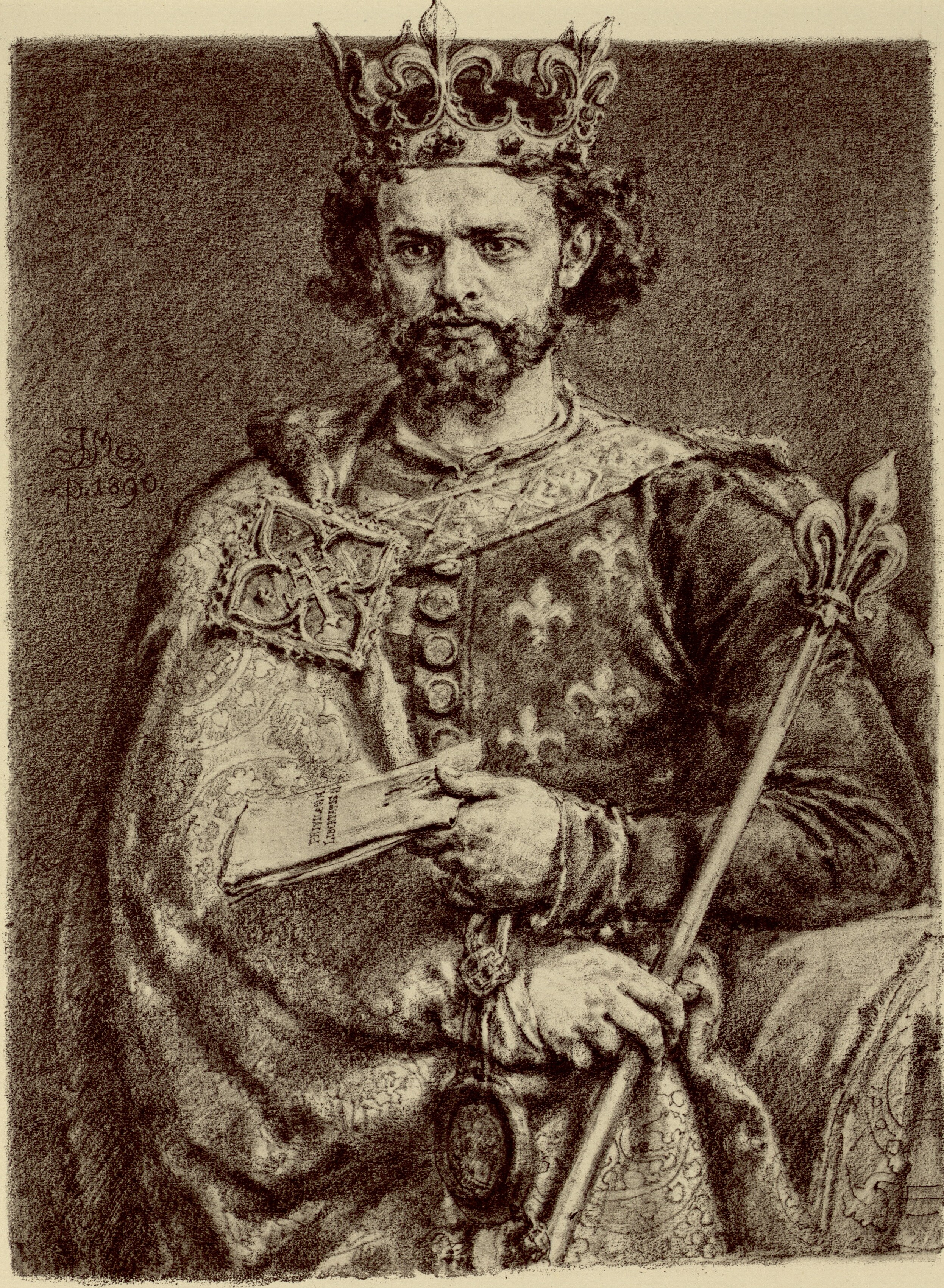
Ludvík I. Veliký, jak ho zpodobnil Jan Matejko.

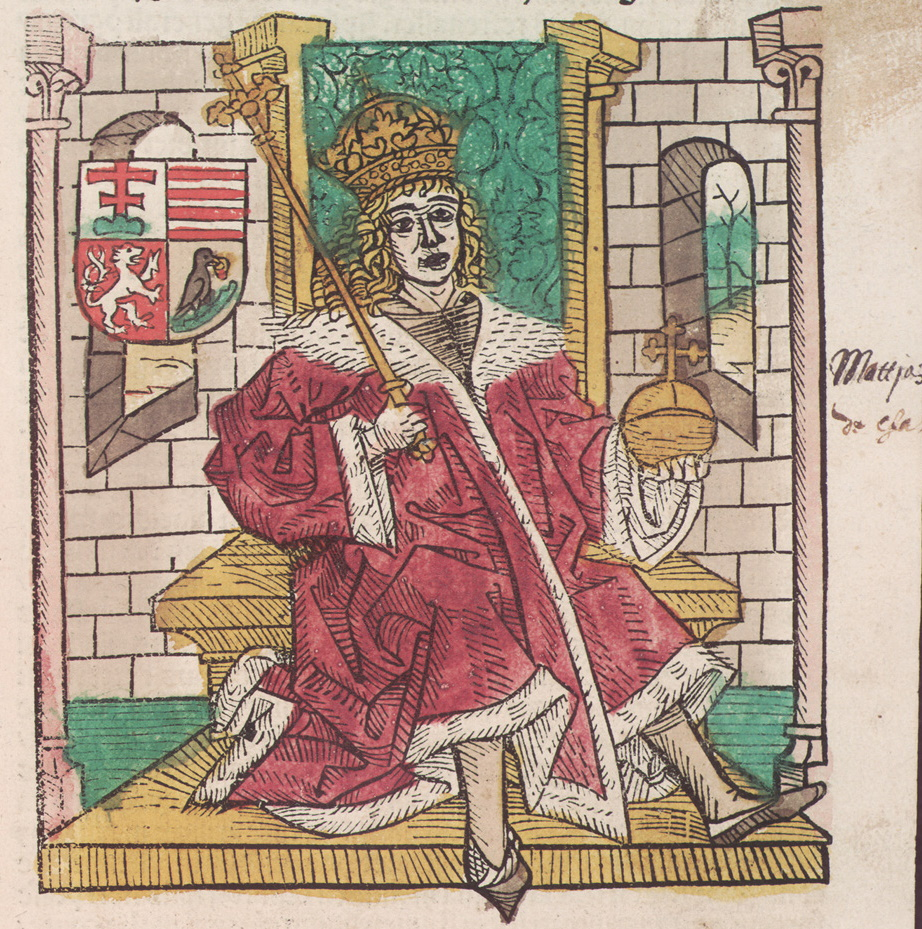
Matyáš Korvín v Chronica Hungarorum

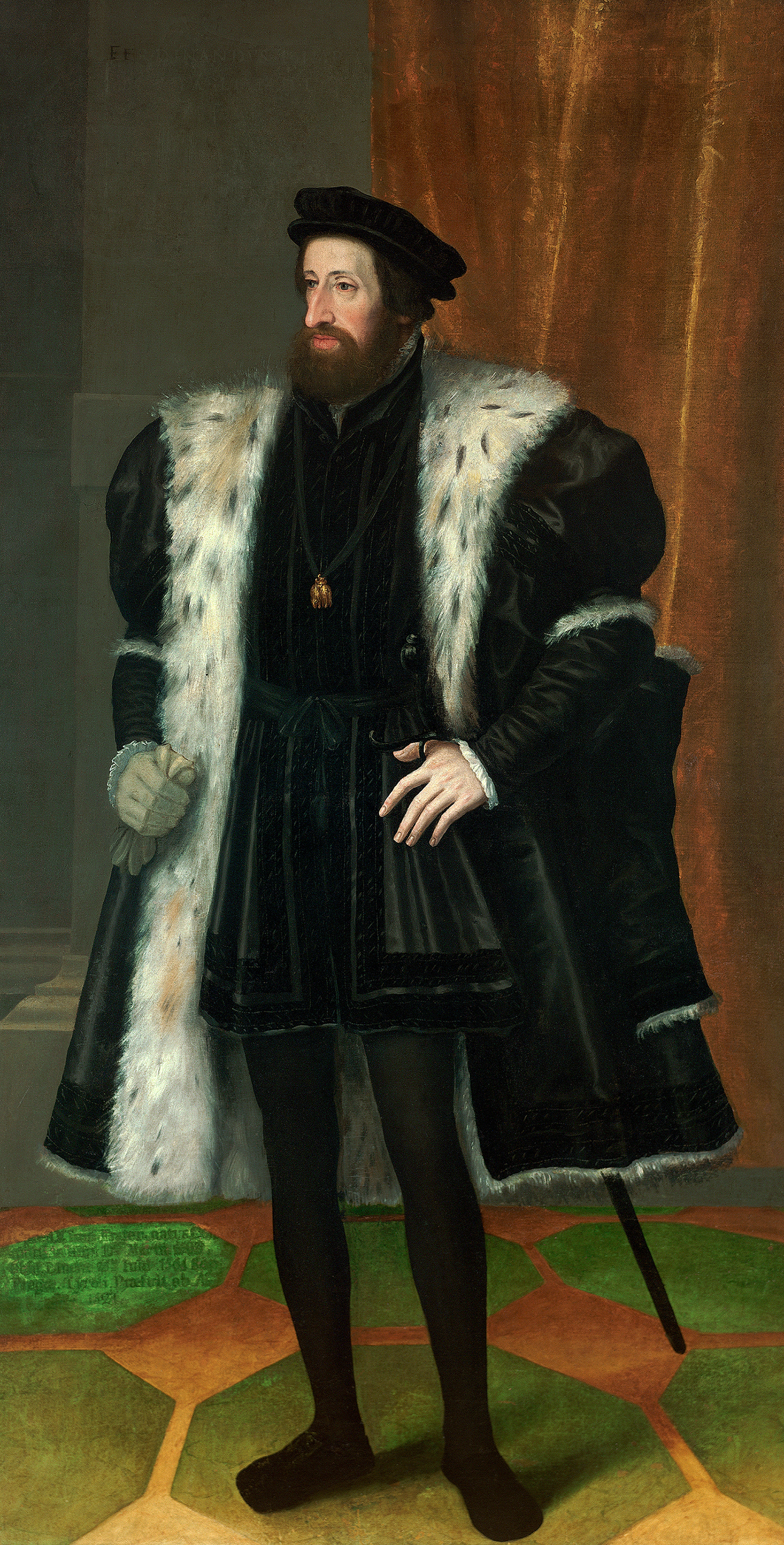
Ferdinand I.

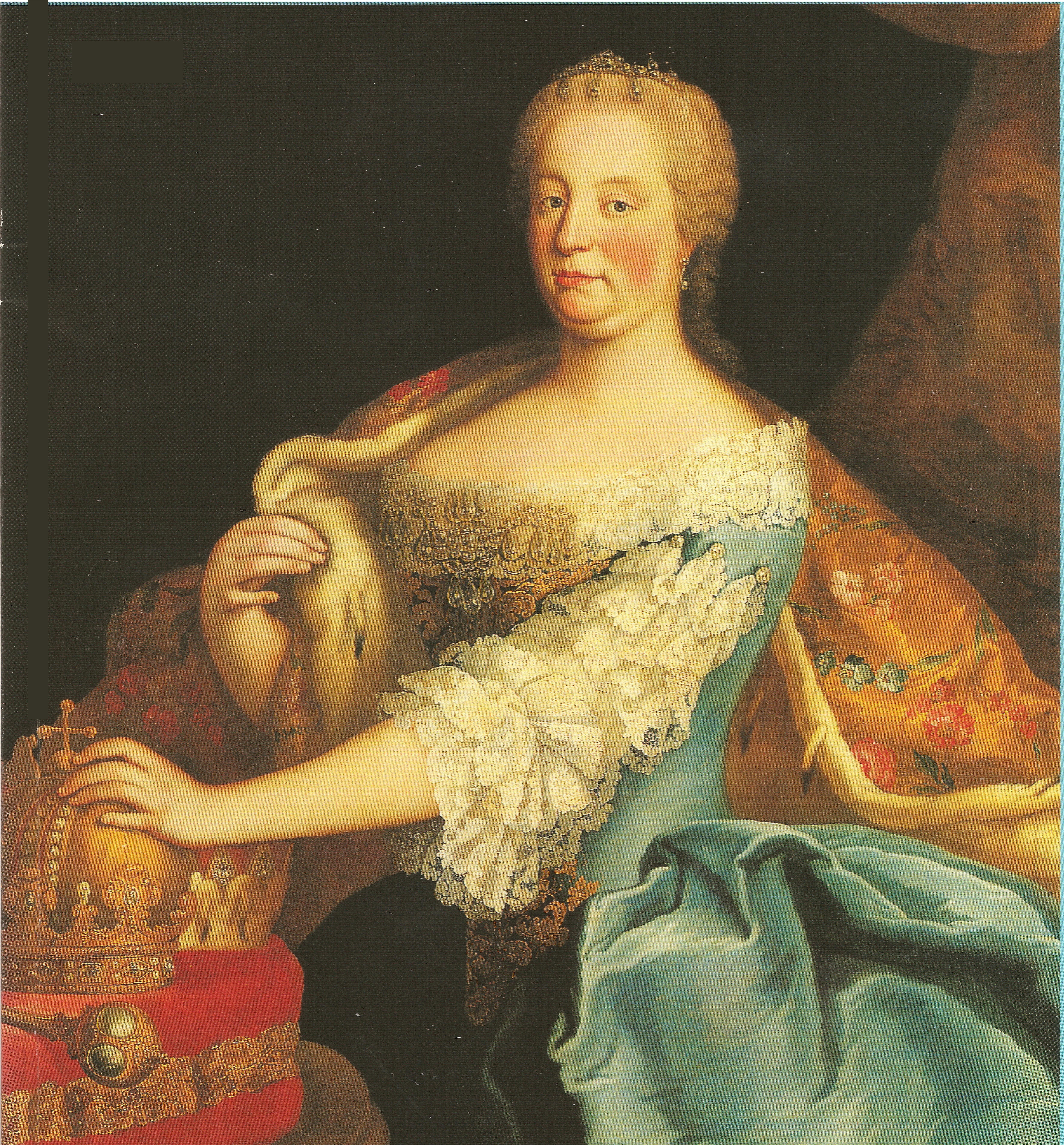
Marie Terezie

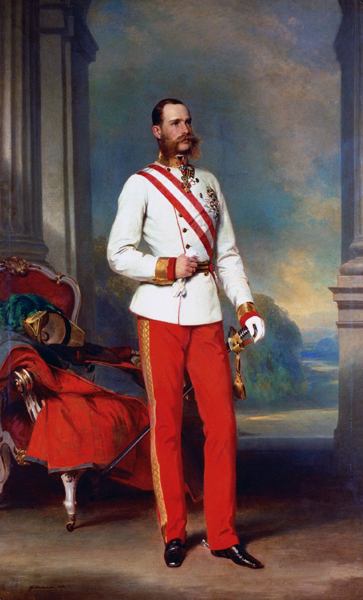
František Josef I.

| Portrét | Jméno              | Narození–úmrtí     | Období vlády                                | Rodiče                              | Poznámky                  |
| ------- | ------------------ | ------------------ | ------------------------------------------- | ----------------------------------- | ------------------------- |
|         | Ondřej I.          | 1015–1060          | 1046/47–1060                                | Vazul Katun Bulharská               |                           |
|         | Béla I.            | asi 1015/20 – 1063 | 1060/61–1063                                | Vazul Katun Bulharská               |                           |
|         | Šalamoun I.        | 1053–1087          | 1063–1074                                   | Ondřej I. Anastázie Kyjevská        | 1074–1081 jako protikrál  |
|         | Gejza I.           | 1044/45–1077       | 1074–1077                                   | Béla I. Ryksa Polská                |                           |
|         | Ladislav I.        | 1048–1095          | 1077–1095                                   | Béla I. Ryksa Polská                |                           |
|         | Koloman            | asi 1070 – 1116    | 1095–1116                                   | Gejza I. Uherský Sofie z Loozu      |                           |
| Portrét | Jméno              | Narození–úmrtí     | Období vlády                                | Rodiče                              | Poznámky                  |
|         | Štěpán II.         | asi 1101 – 1131    | 1116–1131                                   | Koloman Felicie Sicilská            |                           |
|         | Béla II.           | asi 1110 – 1141    | 1131–1141                                   | Almoš Chorvatský Předslava Kyjevská |                           |
|         | Gejza II.          | 1130–1162          | 1141–1162                                   | Béla II. Helena Srbská              |                           |
|         | Štěpán III.        | 1147–1172          | 1162–1172 (V Bratislavě a okolí) 1162–1163  | Gejza II. Eufrozina Kyjevská        |                           |
|         | Ladislav II.       | 1131–1163          | 1162–1163                                   | Béla II. Helena Srbská              | současně se Štěpánem III. |
|         | Štěpán IV.         | asi 1133 – 1165    | 1163–1163                                   | Béla II. Helena Srbská              | současně se Štěpánem III. |
|         | Béla III.          | asi 1148 – 1196    | 1172–1196                                   | Gejza II. Eufrozina Kyjevská        |                           |
| Portrét | Jméno              | Narození–úmrtí     | Období vlády                                | Rodiče                              | Poznámky                  |
|         | Emerich            | 1174–1204          | 1196–1204                                   | Béla III. Anežka ze Châtillonu      |                           |
|         | Ladislav III.      | asi 1200 – 1205    | 1204–1205                                   | Emerich Konstancie Aragonská        |                           |
|         | Ondřej II.         | 1177–1235          | 1205–1235                                   | Béla III. Anežka ze Châtillonu      |                           |
|         | Béla IV.           | 1206–1270          | 1235–1270                                   | Ondřej II. Gertruda Meranská        |                           |
|         | Štěpán V.          | asi 1240 – 1272    | 1262–1270 (východní část Uherska) 1270–1272 | Béla IV. Marie Laskarina            |                           |
|         | Ladislav IV. Kumán | 1262–1290          | 1272–1290                                   | Štěpán V. Alžběta Kumánská          |                           |
|         | Ondřej III.        | 1265–1301          | 1290–1301                                   | Štěpán Slavonský Kateřina Morosini  |                           |
| Portrét | Jméno              | Narození–úmrtí     | Období vlády                                | Rodiče                              | Poznámky                  |

## Dynastické boje
- Ladislav V. (Václav), 1301–1305
- Ota III. Dolnobavorský, 1305–1307/1308

## Anjouovci
- Karel I. Robert z Anjou, 1301–1342
- Ludvík I. Veliký, 1342–1382
- Marie Uherská, 1382–1395
- Karel II. Dračský, 1385–1386 (protikrál)

## Různé rody
- Zikmund Lucemburský, Lucemburk, 1387–1437
- Albrecht II. Habsburský, Habsburk, 1437–1439
- Alžběta Lucemburská, 1439–1440 (polooficiální vládkyně)
- Vladislav I., Jagellonec, 1440–1444
- Ladislav V. (Pohrobek), Habsburk, 1440/1453–1457, faktickými vládci byli (do roku 1444 při Vladislavovi I.):
  - Alžběta Lucemburská, 1440–1442
  - Fridrich III, Habsburk, 1442–1444
  - anarchie, zima 1444–1445
  - sedmičlenný šlechtický kapitanát, 1445–1446/1447
  - János Hunyadi jako guvernér 1446–1453
- Matyáš Korvín, 1458–1490
- Vladislav II., Jagelonský, 1490–1516
- Ludvík II., Jagellonský, 1516–1526

## Občanská válka
Po bitvě u Moháče (1526) vypukla občanská válka (1527–1538) mezi Habsburky a sedmihradským vévodou Janem Zápolským.
V roce 1541 Uhersko ztratilo početná území: území přibližně dnešního Maďarska připadlo Osmanské říši, z východní části se stalo Sedmihradsko – byl to nezávislý stát, který byl vazalem Osmanské říše – a zbylé území, tedy (Slovensko, Burgenland, západní Chorvatsko) s jádrem na Slovensku pod názvem „královské Uhersko“ připadlo Habsburkům. K opětovnému sjednocení Uherska došlo roku 1691 (připojením Sedmihradska), resp. 1699 Karlovským mírem, resp. roku 1718 dobytím posledních území v jihovýchodním Maďarsku od Turků.
- Jan Zápolský, 1526–1540, z toho 1538–1540 jen ve východní části Uherska
- Jan Zikmund Zápolský 1540–1541
- Ferdinand I.

## Habsburkové
Zpravidla byli i panovníky Svaté říše římské (Seznam panovníků Svaté říše římské) a českého království (Seznam hlav českého státu).
- Ferdinand I., 1526–1564, z toho 1538–1540 jen v západní části Uherska
- Maxmilián II. (I.), 1564–1576
- Rudolf II. (I.), 1576–1608
- Matyáš II. Habsburský, 1608–1619
- Ferdinand II., 1619–1637
  - Gabriel Betlen, 1619–1621 protikrál
- Ferdinand III., 1637–1657 (Ferdinanda IV. sice roku 1647 korunovali, zemřel však před smrtí Ferdinanda III.)
- Leopold I., 1657–1705
  - Imrich Tököly, 1682–1685 protikrál ve východním Slovensku
- Josef I., 1705–1711
  - František II. Rákóczi, 1705–1711 protivládce jako „kníže“ Uherska
- Karel III., 1711–1740
- Marie Terezie, 1740–1780

## Habsbursko-lotrinská dynastie
- Josef II., 1780–1790
- Leopold II., 1790–1792
- František I., 1792–1835
- Ferdinand I. Dobrotivý (V.), 1835–1848
- František Josef I., 1848–1916
- Karel IV., 1916–1918